# Maria Alma Białkowska
Kazimiera Maria Alma Białkowska (ur. w 1943, zm. 13 października 2020) – polska siostra zakonna z Katolickiego Zgromadzenia Sióstr Mariawitek Nieustającej Adoracji Ubłagania, biskupka-elekta Kościoła Katolickiego Mariawitów w RP, długoletnia proboszczka parafii Przenajświętszego Sakramentu Kościoła Katolickiego Mariawitów w Grzmiącej.

## Życiorys
Nowicjat w Klasztorze Sióstr Mariawitek w Felicjanowie rozpoczęła w sierpniu 1960, w 1962 złożyła trzyletnie śluby zakonne, a w 1964 śluby wieczyste i przyjęła święcenia diakonatu. Święcenia kapłańskie otrzymała w 1965 z rąk abp. Józefa Marii Rafaela Wojciechowskiego. W 1970 siostra Białkowska została skierowana do służby duszpasterskiej w parafii MB Nieustającej Pomocy w Warszawie, zaś w 1971 objęła parafię Przenajświętszego Sakramentu Kościoła Katolickiego Mariawitów w Grzmiącej, której proboszczem pozostała do śmierci w 2020. W międzyczasie, w 1979, uzyskała stopień naukowy magistra teologii na Wydziale Teologicznym Chrześcijańskiej Akademii Teologicznej w Warszawie na podstawie rozprawy pt. Problem kapłaństwa kobiet w teologii współczesnej.
We wrześniu 1992 w trakcie Kapituły Kościoła Katolickiego Mariawitów została wybrana na biskupkę. Siostra Białkowska nie zgodziła się jednak na przyjęcie święceń biskupich ze względów zdrowotnych, pozostając biskupką-elektą.
Zmarła 13 października 2020 i 24 października tego samego roku została pochowana na cmentarzu mariawickim w Grzmiącej.